# Joseph Déchelette
Joseph Jean Marie Déchelette (Roanne, 8 januari 1862 – Vingré, 3 oktober 1914) was een Franse archeoloog en museumconservator. Zijn typologie van Romeins aardewerk is binnen de archeologie nog steeds een standaard-indeling. Hij was een van de eersten die het verband zag tussen de La Tène-cultuur en de Keltische cultuur.

## Leven en werk
Déchelette was een zoon van Benoît Déchelette (1816-1888) en diens echtgenote Charlotte Despierres (1826-1909), een belangrijke industrieel in Roanne, eigenaar van de weverij Déchelette-Despierres. Hij had twee oudere broers. Op 3 mei 1905 trouwde hij met Jeanne Bonnier (1860-1957).
Na de middelbare school in Saint-Chamond vervulde Déchelette zijn dienstplicht in Saint-Étienne. Daarna werd hij vertegenwoordiger in het familiebedrijf. Ondertussen groeide zijn interesse in de archeologie, die al tijdens zijn jeugd was gewekt door zijn oom, een vooraanstaande figuur in het lokale genootschap voor kunsten en wetenschappen.
In 1884 werd hij lid van La Diana, het historisch-archeologische genootschap te Montbrison actief in het gebied Forez ten zuiden van Roanne. Déchelette werd inspecteur van de Société française d'archéologie. In 1899 stopte hij definitief met zijn werk voor het bedrijf van zijn vader om zich voortaan aan de archeologie te wijden, met name van de prehistorie.

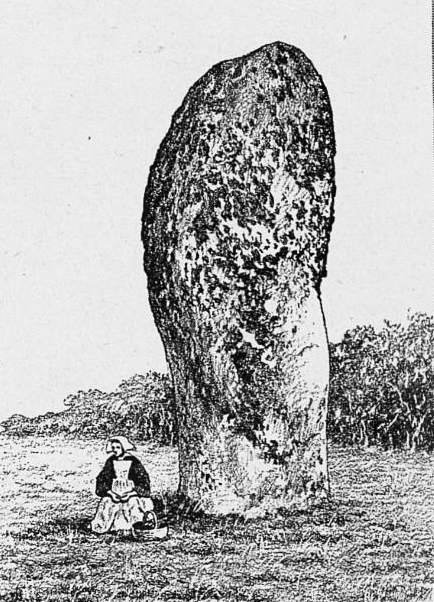
De grote menhir van Kerdeff in Carnac (afgebeeld door Déchelette, ca. 1908).

Van 1892 tot 1914 was hij conservator van het Museum van Kunst en Archeologie van Roanne. Bij de stichting van het gemeentemuseum in 1844 bestond de collectie voornamelijk uit de archeologische verzameling van de plaatselijke archeoloog Fleury Monsant, maar al snel kwamen er kunstwerken bij. Vanaf 1874 waren de groeiende collecties tentoongesteld in het stadhuis. Déchelette richtte een museum in waar de werken naar gangbare normen werden gepresenteerd en gedocumenteerd. De collecties werden aangevuld met regionale vondsten, objecten uit gesloopte gebouwen, giften van verzamelaars en aankopen, soms uit Déchelettes eigen middelen. Bij zijn dood liet Déchelette zijn privé-collecties en -bibliotheek na aan de stad, samen met een bedrag van 100.000 franc voor de realisatie van een nieuw museum. Zijn weduwe bood de stad het gebruik van een deel van hun woning, een stadspaleis gebouwd door François de Valence de Minardière (1764-1829). Déchelette had het pand gekocht in 1896 en gedeeltelijk verbouwd. In 1923 werd het museum, nu vernoemd naar Déchelette, hier geopend; de weduwe bleef tot haar dood in 1957 de benedenverdieping bewonen. 

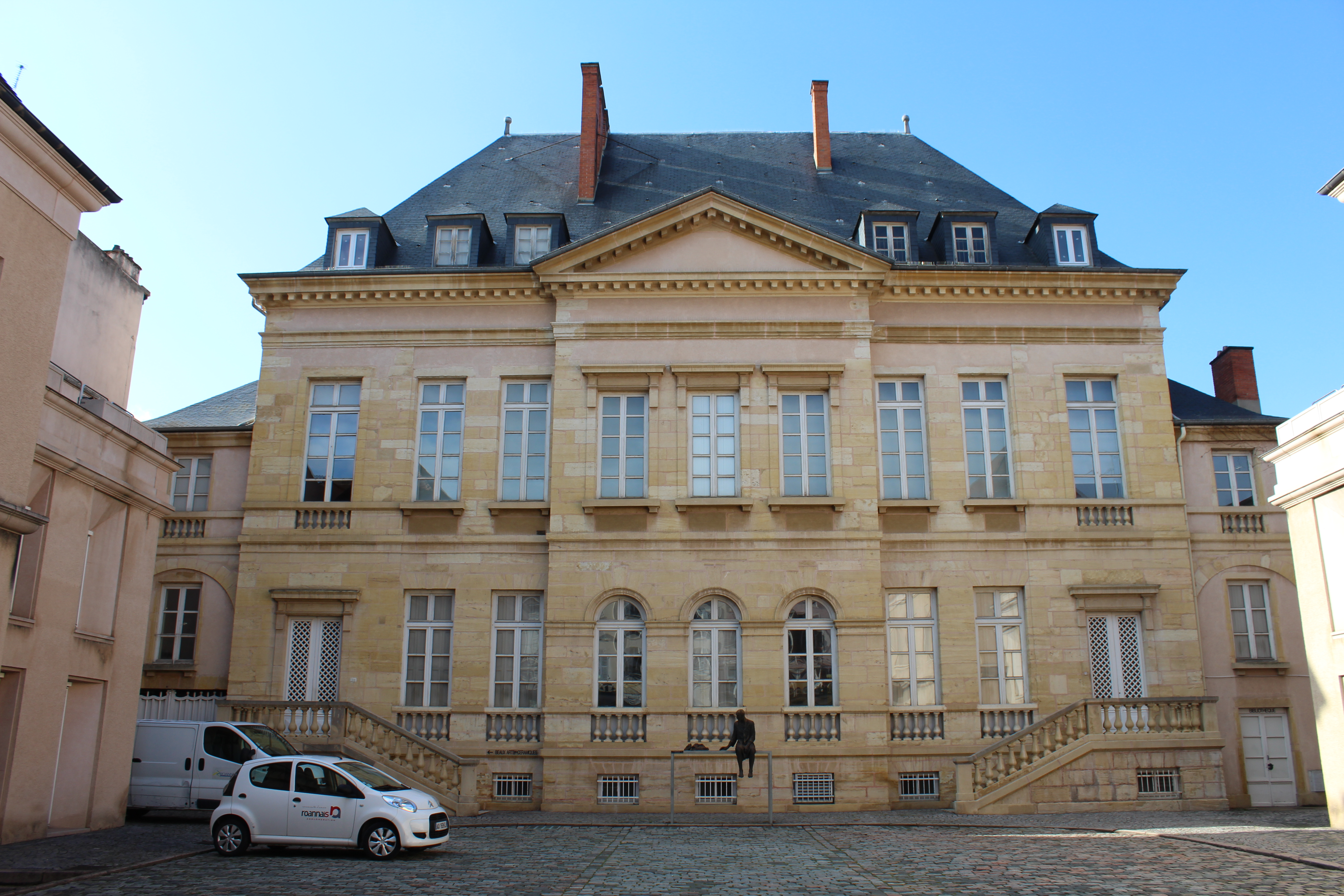
Het Museum van Kunst en Archeologie "Joseph-Déchelette" in Roanne.

In februari-april 1893 maakte Déchelette een reis in Egypte; hij bracht een aantal oudheden mee waaronder de mummie van Nesyamon, zangeres van Amon.
Déchelette is de eerste die een culturele eenheid ten noorden van de Alpen tegen het einde van de ijzertijd aantoonde, door het vergelijken van opgravingsresultaten van vier oppida: Bibracte in Frankrijk, Manching in Beieren, Stradonice in Bohemen en Velem-Szentvid in Hongarije. Hij bedacht de term "Oppida-cultuur" voor het einde van de Keltische beschaving op het Europese continent, het gebied van zuid-Engeland tot centraal-Europa.
Déchelette wordt beschouwd als degene die het onderzoek in La Graufesenque (Aveyron) een beslissende impuls heeft gegeven. Deze archeologische vindplaats is de locatie van de antieke plaats Condatomagus, een belangrijk Gallo-Romeins productiecentrum van aardewerk. In de eerste eeuw n.Chr. produceerden pottenbakkersateliers hier grote hoeveelheden terra sigillata vaatwerk, dat geëxporteerd werd binnen het westelijke deel van het Romeinse Rijk. Déchelette beschreef de plaats als "een Ruteense fabriek die belangrijker was dan enig ander productiecentrum in Gallië, zelfs in het Romeinse Rijk, in de eerste eeuw". In zijn Les vases céramiques ornés de la Gaule romaine gaf Déchelette een belangrijk overzicht van de gebruikte decoratie en vormen; deze typologie wordt tot op de dag van vandaag gebruikt.
Tussen 1906 en 1914 stelde hij een publicatie in meerdere volumes samen: Manuel d'archéologie préhistorique celtique et gallo-romaine, het eerste overzicht van archeologie in Romeins Gallië; een zeer gedetailleerd en compleet werk. Het werk bevatte nieuwe ideeën en wordt beschouwd als een grondleggend werk in de moderne, wetenschappelijke archeologie.
Déchelette bezocht ook Altamira in Spanje, dat hij "de Sixtijnse Kapel van het Kwartair" noemde.

## Dood
Na het uitbreken van de Eerste Wereldoorlog meldde Déchelette zich vrijwillig voor actieve dienst. Ondanks zijn gevorderde leeftijd wilde hij een bijdrage leveren aan de strijd, omdat er na de Slag bij de Marne (september 1914) behoefte was aan militairen. Hij diende met de rang van kapitein in het 298e régiment d'infanterie territoriale en sneuvelde twee maanden na het begin van de oorlog, op 3 oktober 1914. Déchelette is begraven op de nationale begraafplaats Bois-Roger (Ambleny, Aisne) en zijn naam staat tussen die van de gesneuvelde schrijvers in het Panthéon (Parijs).

## Publicaties (keuze)
- Inscriptions campanaires de l'arrondissement de Roanne. Montbrison: Éleuthère Brassart, 1893
- met É. Brassart, C. Beauverie, abbé Reure, G. Trévoux: Les Peintures murales du Moyen Âge et de la Renaissance en Forez. Montbrison: Éleuthère Brassart, 1900
- Le Hradischt de Stradonic en Bohême et les Fouilles de Bibracte, étude d'archéologie comparée. Mâcon: Protat frères, 1901
- Les Fouilles du mont Beuvray de 1897 à 1901, compte-rendu suivi de l'inventaire général des monnaies recueillies au Beuvray et du Hradischt de Stradonic en Bohême, étude d'archéologie comparée. Parijs: Alphonse Picard & fils, 1904
- Les vases céramiques ornés de la Gaule romaine (Narbonnaise, Aquitaine et Lyonnaise), vol. 1-2. Parijs: Alphonse Picard & fils, 1904
- Manuel d'archéologie préhistorique, celtique et gallo-romaine. Parijs: Alphonse Picard & fils; 
  - vol. 1: Archéologie préhistorique, 1908
  - vol. 2: Archéologie celtique ou protohistorique, 1re partie: Âge du Bronze, 1913
  - vol. 2: Archéologie celtique ou protohistorique, 2e partie: Premier âge du Fer ou époque de Hallstadt, 1913
  - vol. 2: Archéologie celtique ou protohistorique, 3e partie: Second âge du Fer ou époque de la Tène, 1914
  - Appendices, 1910
- met abbé Parat, Dr Brulard, P. Bouillerot, C. Drioton: La Collection Millon, antiquités préhistoriques et gallo-romaines. Parijs: Paul Geuthner, 1913

## Onderscheidingen en lidmaatschappen
Déchelette ontving meerdere onderscheidingen en prijzen, en was lid van verschillende wetenschappelijke genootschappen in Frankrijk en Europa. Hij was onder andere Ridder in het Legioen van Eer (2 april 1912) en ontving een eredoctoraat van de Universiteit van Freiburg (Duitsland) (28 oktober 1911). Als gevallene op het slagveld heeft hij de postume titel Mort pour la France.
- Bibsys: 90917979
- Bibliothèque nationale de France: cb118990163 (data)
- Gemeinsame Normdatei: 116042885
- International Standard Name Identifier: 0000 0001 0268 466X
- Library of Congress Control Number: n95042460
- Base Léonore: LH//682/76
- Nationale Bibliotheek van Tsjechië: ola2002159245
- Nationale Bibliotheek van Israël: 987007320668305171
- Nederlandse Thesaurus van Auteursnamen: 068627505
- Système universitaire de documentation: 026816423
- Virtual International Authority File: 92480494
- WorldCat: E39PBJtrR8wGqJD7qjKpFYgxjC